# دو (فیلم ۱۳۹۳)
دو فیلمی به کارگردانی و نویسندگی سهیلا گلستانی و تهیه‌کنندگی پرویز پرستویی محصول سال ۱۳۹۳ است.
این فیلم در تاریخ ۷ اسفند ۱۳۹۴ در سینماهای ایران اکران شده است.